# Cephalosphaera sylvanus
Cephalosphaera sylvanus är en tvåvingeart som beskrevs av Enrico Adelelmo Brunetti 1927. Cephalosphaera sylvanus ingår i släktet Cephalosphaera och familjen ögonflugor. Inga underarter finns listade i Catalogue of Life.